# Puise nina
Puise nina (Puiseudden) är en udde på Estlands västkust. Den ligger i Ridala kommun i Läänemaa, 110 km sydväst om huvudstaden Tallinn.
Runt Puise nina är det mycket glesbefolkat, med 7 invånare per kvadratkilometer. Närmaste större samhälle är Panga, 8 km nordost om Puise nina. Puise nina är den västra spetsen på halvön Puise poolsaar, både namngivna efter den närliggande byn Puise. Strax utanför udden ligger det lilla skäret Kakrarahu och bortom den, 6 km västerut i havsområdet Moonsund (estniska: Väinameri), ligger öarna Kumari saar och Sipelgarahu. Norr om Puise nina ligger en ögrupp bestående av bland annat Tauksi och Sõmeri. Söder om udden ligger de yttre delarna av den långa Matsalviken (Matsalu laht), som gett namn åt nationalparken Matsalu.
Inlandsklimat råder i trakten. Årsmedeltemperaturen i trakten är 4 °C. Den varmaste månaden är augusti, då medeltemperaturen är 16 °C, och den kallaste är januari, med −6 °C.